# Rikki-Tikki-Tavi (Schnittke)
Rikki-Tikki-Tavi is een compositie van de Russische componist Alfred Schnittke.
Schnittke schreef de muziek bij de gelijknamige film van regisseur Alexander Sgoeridi (1904-1988), die uiteraard handelt over het gevecht tussen Rikki-Tikki-Tavi de gedomesticeerde mangoest tegenover de twee cobra's. Film en verhaal zijn gebaseerd op het personage uit Junglebook van Rudyard Kipling. De tachtig minuten durende film werd van muziek voorzien door Schnittke, die uitging van een centraal thema. In de uiteindelijke suite die in 2003 uit de film geëxtraheerd werd, is de nadruk op dat thema nog eens versterkt. De suite bestaat uit zes delen, waarbij de muziek behorende bij opening van de film, steeds in andere gedaanten terugkomt.

## Delen
1. Titelmuziek
2. Bedreiging en redding
3. Nacht
4. Legende
5. Strijd
6. Epiloog

De muziek doet sterk denken aan Peter en de wolf van Sergej Prokofjev; niet zo verbazend want de film Rikki-Tikki-Tavi was een kinderfilm, de muziek is dan ook navenant. Schnittke componeerde in een oude stijl, hetgeen hem door zijn gehele loopbaan enerzijds werd kwalijk genomen en anderzijds werd bewonderd (zijn polystilisme). De epiloog is een herhaling van de Titelmuziek.

## Orkestratie
De filmmuziek is geschreven voor symfonieorkest, waarvan de celesta deel uitmaakt:
- 3 dwarsfluiten waarvan 1 ook piccolo, 3 hobo’s waarvan 1 althobo, 4 klarinetten waaronder een esklarinet en basklarinet, 3 fagotten waarvan 1 contrafagot;
- 4 hoorn, 4 trompetten, 4 trombones, 1 tuba;
- pauken, percussie, gitaar, elektrische gitaar, basgitaar, harp, celesta, piano, orgel, elektronische orgel;
- violen, altviolen, celli, contrabassen.

## Bron en discografie
- Uitgave Capriccio; Radiosymfonieorkest Berlijn o.l.v. Frank Strobel

## Bron
- de compact disc
- Schirmer voor orkestratie